# Dako-romanische Kontinuitätstheorie

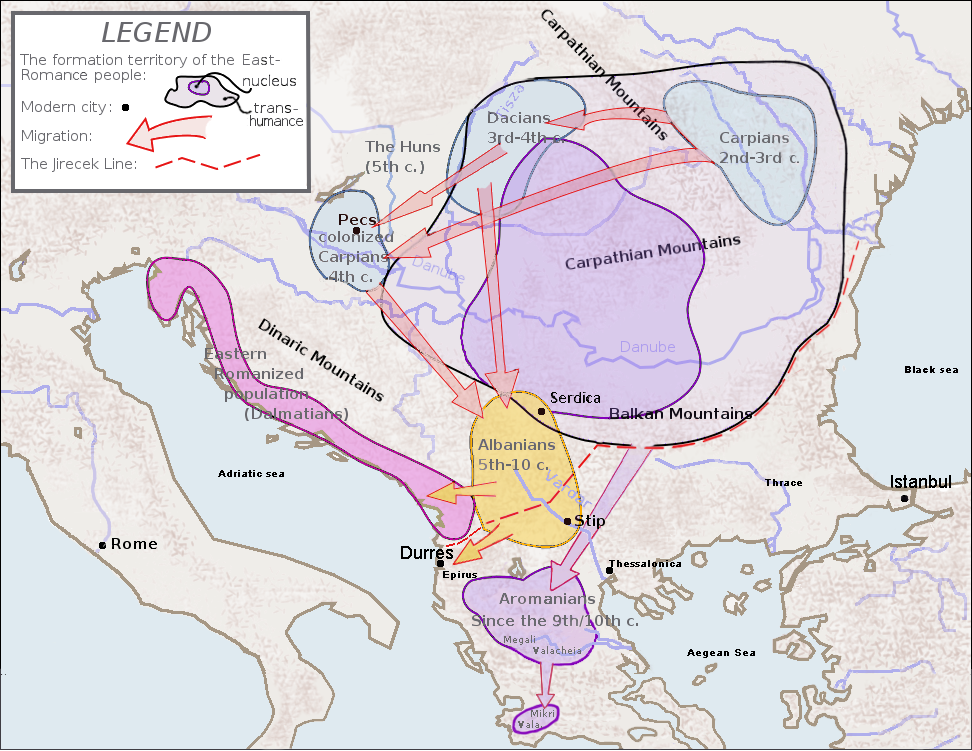
Raumverhältnisse und mutmaßliche ethnisch-sprachliche Verhältnisse im frühen Mittelalter – die Ausdehnung des Bezugsraums des Rumänischen umfasst sowohl Gebiete nördlich als auch südlich der Donau.

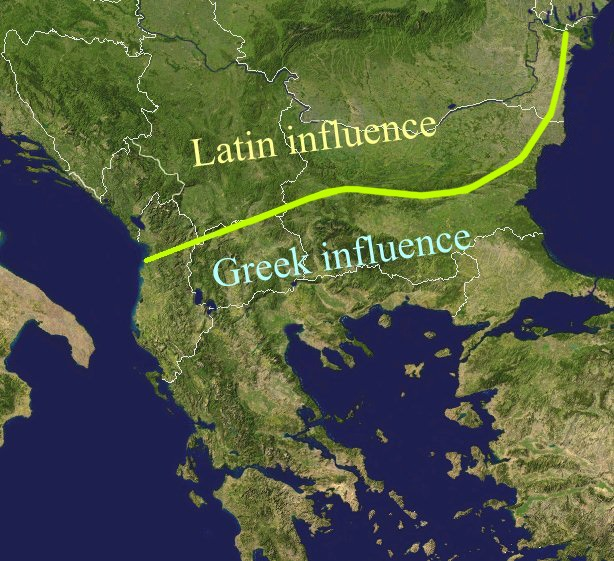
Die Jireček-Linie

Die dako-romanische Kontinuitätstheorie (rumänisch Teoria continuității) besagt, dass die Rumänische Sprache im heutigen Rumänien auf die dako-romanische Bevölkerung in der Provinz Dacia zurückgehe und dass es eine räumliche Kontinuität des Rumänischen im Raum der Provinz Dacia bzw. in Rumänien gegeben habe. Die konkurrierende Migrationstheorie geht hingegen davon aus, dass die rumänisch-sprechende Bevölkerung im Wesentlichen südlich der Donau und damit außerhalb Rumäniens überlebte und erst später wieder in das heutige Rumänien einwanderte.
Nachdem die Römer die Provinz im Jahre 270 aufgegeben hatten, sei die dakisch-römische Mischbevölkerung im Land verblieben. Nach dem Hunneneinfall 376 habe sie sich aus den Städten in die Gebirge und Wälder zurückgezogen, wo sie als Bauern oder Wanderhirten die folgenden Einfälle der Goten, Gepiden, Slawen, Awaren, Petschenegen und Kiptschak überlebt habe. Aus dieser dako-romanischen Bevölkerung sowie aus Geten und Griechen in der heutigen Dobrudscha seien die Rumänen hervorgegangen. Deren Ethnogenese habe sich zwischen dem 6. und 10. Jahrhundert im Gebiet des heutigen Rumäniens vollzogen. Diese Theorie behauptet damit nicht nur die Vorstellung von einer sprachlichen bzw. ethnischen Kontinuität des Rumänischen seit der Antike, die unbestritten ist, sondern darüber hinaus eine räumliche Kontinuität. Die Theorie wurde im 18. Jahrhundert von der rumänischen „Siebenbürgischen Schule“ (Școala Ardeleană) entwickelt und wird seitdem nahezu übereinstimmend von rumänischen Wissenschaftlern vertreten.
Demgegenüber steht die 1871 von Robert Rösler weiterentwickelte und formulierte Migrationstheorie (einer seiner Vorläufer war Franz Josef Sulzer), wonach die Rumänen erst im hohen Mittelalter – also nach der Ankunft der Ungarn im 9. Jahrhundert – in das heutige Gebiet Rumäniens, insbesondere nach Transsylvanien, eingewandert sein sollen. Die Daker seien bei den römischen Eroberungskriegen weitgehend umgekommen, die lateinischsprechende Bevölkerung sei bei der Aufgabe der Provinz evakuiert worden. Die Ethnogenese der Rumänen habe sich demnach südlich der Donau aus balkanromanischen Wanderhirten vollzogen, die aufgrund ihrer Lebensweise der Transhumanz (jahreszeitlicher Wechsel der Weideplätze über große Entfernungen hinweg mit der Folge hoher Mobilität) seit dem Mittelalter in Rumänien und Siebenbürgen eindrangen.

## Argumente für die Kontinuitätstheorie
Bei der Eroberung Dakiens wurden die Daker nicht vernichtet, was der römischen Politik gegenüber besiegten Volksstämmen auch nicht entsprochen hätte. Die Walachei und das innere Transsylvanien besaßen eine dakisch-romanische Mischbevölkerung, wie sich nicht zuletzt aus überliefertem Namenmaterial ergibt. Dies sind Fakten, die auch die Migrationstheorie nicht bestreitet, genauso wenig wie die zentrale Rolle des Lateinischen bei der Entstehung des Rumänischen. Archäologische Funde aus der Römerzeit sind in Siebenbürgen bis zum Ende des 4. Jahrhunderts belegt, die Räumung der Provinz war also nicht vollständig; wenngleich nach dem Rückzug nur noch eine spärliche Restbesiedlung vorhanden gewesen sein dürfte, gibt es auch Hinweise auf fortbestehende Siedlungen.
Entscheidendes Argument der Kontinuitätstheorie ist, dass sich im heutigen Siebenbürgen zwar kaum römische Ortsnamen finden lassen, sehr wohl aber Flussnamen mit lateinischen Wurzeln. In vielen Ländern wurde die Sprache der unterprivilegierten Schichten erst relativ spät verschriftlicht. Die vorherrschenden Sprachen bei der Verschriftlichung waren das Lateinische/Griechische, auch das Kirchenslawische und zum Teil das Idiom der herrschenden bzw. privilegierten Schichten (in Siebenbürgen zum Beispiel die Sprachen der drei herrschenden „Nationen“, der Ungarn, Szekler und Siebenbürger Sachsen). Dies könnte erklären, warum gerade in Siebenbürgen der Nachweis der rumänischen Sprache im Mittelalter zum Teil schwerfällt. Erwähnenswert ist im vorliegenden Zusammenhang auch, dass die Bevölkerungsgruppe der Walachen in Siebenbürgen 1288 als Universitas Valachorum in Erscheinung tritt.

## Argumente für die Migrationstheorie
Dakien stand nicht viel mehr als anderthalb Jahrhunderte unter römischer Herrschaft. Keine andere Provinz des Römischen Reiches ist in derart kurzer Zeit romanisiert worden. Es bleibt unklar, warum die Assimilation hier besonders schnell abgelaufen sein soll. Die Räumung der Provinz hätte zudem insbesondere die stark romanisierten Bevölkerungsteile betroffen. Die archäologische Überlieferung römischer Fundstücke reißt nach dem Ende des 4. Jahrhunderts ab. International allgemein anerkannte Belege für eine walachische, das heißt rumänische Bevölkerung im Karpatenvorland gehen nicht vor das 12. Jahrhundert zurück. Auch sind kaum dakische oder romanische Ortsnamen in Siebenbürgen überliefert, Flussnamen lateinischen Ursprungs können, wie teilweise in Germanien, aus anderen Gebieten retransferiert oder durch andere Bevölkerungsgruppen überliefert worden sein.
Das Rumänische kennt zwar einige Wörter vorromanischer Herkunft, die möglicherweise aus dem Dakischen stammen (vielleicht auch aus dem Thrakischen), doch können diese auch später in das Rumänische übernommen worden sein (zum Beispiel durch slawische Vermittlung). Bemerkenswert sind gewisse Gemeinsamkeiten des Rumänischen mit dem Albanischen, die auf eine Herkunft der Rumänen bzw. des Rumänischen aus weiter südwestlich gelegenen Gebieten hindeuten könnten, etwa im Gebiet des heutigen südlichen Serbien und des Kosovo. Hierzu passt die Verbreitung der Aromunen im Grenzraum zwischen Albanien, Griechenland und (Slawo-)Mazedonien. Johannes Kramer sieht in den romanischen Erbwörtern des Rumänischen Belege, dass diese südlich der Donau geprägt worden sein müssen. Dazu zählt er christliche Vokabeln (wie păresimi, Fastenzeit, von lat. quadragesima), die erst in der Spätantike entstanden seien, während Dakien bereits zuvor aufgegeben worden ist. Analog zur Rheingrenze sei eine Ausbreitung des Christentums (und damit der christlichen Vokabeln) über die spätantike Reichsgrenze hinaus unwahrscheinlich, sodass die christlichen Vokabeln im Süden entstanden sein müssen.

## Rumänen und Albaner
Auf Gemeinsamkeiten zwischen dem Rumänischen und Albanischen aufbauend, entwickelte Gottfried Schramm eine Theorie der gemeinsamen Entstehung von Albanern und Rumänen im Gebiet zwischen Niš, Sofia und Skopje: Die Rumänen seien von dort aus nach Norden, die Albaner nach Süden/Südwesten gewandert. Mit Albanien befasste Wissenschaftler weisen diese Theorie jedoch überwiegend als zu spekulativ zurück. Die walachische Kultur des Süd- und Westbalkans ist ursprünglich eng mit der Wanderviehzucht (Transhumanz) assoziiert. Die Wanderungen der balkanischen Viehzüchter vollzogen sich Karl Kaser zufolge jedoch meist über kurze Distanzen und zwischen stationären Weideplätzen.
Schramm und andere sehen hingegen bei den ursprünglichen Walachen des Balkans einen in Europa einzigartig ausgeprägten „Bergnomadismus“, der entlang der Gebirge verlaufen sei. Die umstrittenen Gebiete Rumäniens sind vom Zentral- und Südbalkan ziemlich weit entfernt, dies spräche gegen eine Einwanderung der Rumänen aus dieser Region. Andererseits zeigt die einst und zum Teil noch heute vorfindbare weite Verbreitung sowohl rumänisch- als auch albanischsprachiger Gruppen, dass durchaus auch weiträumige Wanderungen dieser Völker stattgefunden haben. Schramm geht für die Bergnomaden seiner Theorie von Wanderungen bis zu „150 bis 200 Kilometer“ in einem Sommer aus. So finden sich im weiteren Sinne walachische bzw. rumänische Volksgruppen von Nordgriechenland bis in die Südukraine (also auch weit außerhalb des historischen Dakiens), Albaner siedelten hingegen nachweislich bis in das Gebiet von Attika. 
Nach Schramms Modell wären demnach ursprünglich Romanen auf dem Balkan der Spätantike von den vordringenden Slawen in Berggegenden abgedrängt worden, die bereits von den Albanern bewohnt waren. Von diesen hätten sie die Transhumanz übernommen, und sich dann aus Mangel an Weidegrund von diesen bereits besiedelten Hochlandgebieten aus entlang der Gebirgszüge der Karpaten nach Norden ausgebreitet, mit Ausläufern bis in den Osten des heutigen Tschechien. Diese hohe Mobilität und das Siedeln in für andere unattraktiven Bergregionen habe es den Walachen später auch ermöglicht, nach den periodischen Entvölkerungen der reicheren, dichter besiedelten Ebenen (Mongolen, Pest, Türkenkriege) immer wieder in diese nachzustoßen und ihren Bevölkerungsanteil dort allmählich zu steigern.

## Ideologische Auseinandersetzungen
Besondere ideologische Auswüchse fand die dako-romanische Kontinuität in der lateinischen Benennung von Orten, so zum Beispiel, wenn dem nichtrumänischstämmigen Stadtnamen „Cluj“ (deutsch Klausenburg, ungarisch Kolozsvár) der antike dako-romanische Name „Napoca“ im Jahr 1974 angefügt wurde: Cluj-Napoca. Andererseits ist von ungarischer Seite die Annahme einer Einwanderung der Rumänen aus dem inneren Balkan besonders im 19. Jahrhundert dazu benutzt worden, rumänische Ansprüche auf den inneren Karpatenbogen, also Transsylvanien und westlich angrenzende Gebiete, historisch zu bestreiten. Obgleich das Land in den letzten zwei Jahrhunderten unbestreitbar eine rumänischsprachige Bevölkerungsmehrheit besaß, bestehen viele Ungarn bis heute auf der historischen Zugehörigkeit Transsylvaniens (ungarisch Erdély) zu Ungarn, da es Teil Großungarns war.
Andere Balkanwissenschaftler legen sich aufgrund der Faktenlage nicht auf eine der beiden Theorien fest; auch Zwischenlösungen sind denkbar, zum Beispiel ein Überleben der lateinischsprachigen Bevölkerung in einigen Rückzugsgebieten.
Sowohl die Kontinuitäts- als auch die Migrationstheorie wurden so verwendet, dass die in ihnen betrachteten Bevölkerungsgruppen mit modernen Nationen identifiziert werden. Das widerspricht modernen und konstruktivistischen Nationalismustheorien, die Nationalbewusstsein erst seit der Entstehung des modernen Nationsbegriffs im 18. und 19. Jahrhundert für möglich halten: „Es ist der Nationalismus, der die Nationen hervorbringt, und nicht umgekehrt“ (Ernest Gellner).